# الشبكة (قفل شمر)

تعديل مصدري - تعديل

الشبكة هي إحدى قرى عزلة الدانعي بمديرية قفل شمر التابعة لمحافظة حجة، بلغ تعداد سكانها 186 نسمة حسب تعداد اليمن لعام 2004.